# Dići
Dići (srbsky Дићи) jsou vesnice v západní části Srbska, administrativně spadající pod opštinu Ljig v Kolubarském okruhu. Vesnice se nachází v údolí řeky Dragobilj při bývalé Ibarské magistrále (silnici č. 22) V roce 2011 zde žilo 145 obyvatel.
Z národnostního hlediska je obyvatelstvo v drtivé většině srbské národnosti.
Západně od vesnice stojí kostel sv. Jana Křitele s nekropolí, na druhé straně řeky potom vede dálnice A2 a bývalá Lajkovačská dráha. V bezprostřední blízkosti stojí i vesnice Donji Banjani.